# 神保長城
神保 長城（じんぼう ながくに？）は、戦国時代の武将。父は神保長職、神保長住の弟とされるが、系譜関係は不明。

## 略歴
神保長職の次子と考えられている。反上杉派の兄・長住が父・長職と対立して出奔し織田信長に仕えたとされ、そのため長城は長職から家督を譲られたとみられ、元亀2年（1571年）に出家して宗昌と名乗った父と共に、連署で八尾聞名寺に不入等を申し付けている。（長城の存在を示す確実な史料はこの一点のみである）。その後、間もなく父・長職は死去したと見られる。後を継いだ長城の動向は不明ながら、天正4年（1576年）に上杉謙信によって本拠増山城を攻め落とされている。長城はこの時討死したものか、その後の消息については不明である。
または、長国と同一人物で、昌国と改めて謙信、および、景勝、兼続等に従った者であるか。